# NGC 1448
NGC 1448 is een spiraalvormig sterrenstelsel in het sterrenbeeld Slingeruurwerk. Het hemelobject werd op 24 oktober 1835 ontdekt door de Britse astronoom John Herschel.

## Synoniemen
- GC 776
- ESO 249-16
- h 2585
- MCG -7-8-5
- PGC 13727
- AM 0342-444